# Myleus torquatus
Myleus torquatus és una espècie de peix de la família dels caràcids i de l'ordre dels caraciformes.

## Hàbitat
Viu en zones de clima tropical.

## Distribució geogràfica
Es troba a Sud-amèrica, a les conques dels rius Amazones,  Negro i Orinoco.